# Clarence Zener
- Este artigo foi inicialmente traduzido, total ou parcialmente, do artigo da Wikipédia em inglês cujo título é «Clarence Zener», especificamente desta versão.

Clarence Melvin Zener (Indianápolis, 1 de dezembro de 1905 — 15 de julho de 1993) foi um físico estadunidense.
Foi o primeiro a descrever as propriedades elétricas utilizadas no diodo Zener, que o Bell Labs então nomeou em sua homenagem. Zener foi um físico teórico de sólida formação matemática que desenvolveu pesquisas em várias áreas, incluindo: supercondutividade, metalurgia, ferromagnetismo, elasticidade, mecânica da fratura, difusão e, usando programação geométrica, concebeu o projeto de uma usina de energia elétrica utilizando gradientes de temperatura oceânico.
Doutorado em física pela Universidade Harvard, orientado por Edwin Crawford Kemble, em 1929, com a tese Quantum Mechanics of the Formation of Certain Types of Diatomic Molecules. Exerceu os cargos: professor da Universidade Washington em St. Louis (1935-1937), City College of New York (1937-1940) e Universidade Estatal de Washington (1940-1942), antes de trabalhar no Arsenal Watertown durante a Segunda Guerra Mundial.
Após a guerra lecionou na Universidade de Chicago (1945–1951), trabalhou na Westinghouse Electric Corporation (1951–1965) e então lecionou na Universidade Texas A&M (1966–1968) e na Universidade Carnegie Mellon (1968–1993). Foi laureado com a Medalha Bingham em 1957, por seu trabalho em reologia e Prémio ICIFUAS em 1985.
Recebeu a Medalha John Price Wetherill do Instituto Franklin, em 1959. Foi conhecido por não gostar de trabalhos experimentais e por preferir trabalhar sobre problemas práticos da área de física aplicada, na qual foi exímio. Embora tivesse reputação de sucesso nestes seus trabalhos, ele aparentemente se considerava não bem qualificado para trabalhar com problemas físicos teóricos. Em relação a isto, em uma ocasião após um jantar com o físico Robert Oppenheimer comentou: "quando a questão era de física fundamental, não havia claramente nenhuma possibilidade de competir com uma pessoa como aquela."
Recebeu o Prêmio Von Hippel de 1982.

## Epônimos
- Diodo Zener
- Zener pinning
- Parâmetro de Zener–Hollomon
- Fórmula de Landau–Zener
- [Zener] Double-exchange mechanism
- Zener ratio, an elastic anisotropy factor for cubic crystals
- Prémio Zener, Medalha de ouro de Zener